# 哀樂
哀樂是一種主要在喪事中演奏的歌曲，例如送葬進行曲以及中国大陆的哀乐。在中國古代，民間每个葬丧仪式都有不同的哀乐，而且不同的哀樂凸顯出地方色彩。